# Yorman Polas Bartolo
Yorman Polas Bartolo (* 8. August 1985 in Camagüey) in ein kubanisch-deutscher Basketballspieler. Er steht beim deutschen Erstligisten MHP Riesen Ludwigsburg unter Vertrag. Der frühere kubanische Nationalspieler besitzt seit 2015 die deutsche Staatsbürgerschaft. Polas’ Einsatzposition ist die des kleinen Flügelspielers. Er ist 1,92 Meter groß und trägt den Spitznamen „el ciclón“ (deutsch: der Wirbelsturm).

## Spielerkarriere
Polas spielte bis 2012 bei den Tigres de Camagüey in seiner Heimat Kuba. 2010 und 2012 wurde er vom Internetportal Latinbasket.com jeweils als einer der fünf besten Akteure der kubanischen Liga Superior de Baloncesto ausgezeichnet. Zudem absolvierte er Länderspiele für die kubanische Nationalmannschaft und nahm mit ihr unter anderem an der Meisterschaft der karibischen Staaten 2009 und an der Amerikameisterschaft 2011 teil, bei der die Mannschaft nach vier Vorrunden-Niederlagen jedoch die Qualifikation für die Olympischen Spiele 2012 in London verpasste.
Zur Saison 2012/13 wechselte Polas in die Heimat seiner jetzigen Ehefrau und spielte in Deutschland für München Basket in der ersten Regionalliga Süd-Ost. Von der Internetseite Eurobasket.com wurde er als Spieler des Jahres ausgezeichnet.
Es folgte der Wechsel von der vierten in die zweite deutsche Liga: Mit den Crailsheim Merlins spielte er in der Saison 2013/14 in der 2. Bundesliga ProA und erhielt im Anschluss an die Spielzeit abermals eine Auszeichnung von Eurobasket.com, diesmal als bester Verteidiger der ProA 2013/14.
2014 wurde er von den Gießen 46ers unter Vertrag genommen. Mit dem Verein gewann er in der ProA 2014/15 die Meisterschaft der zweiten Liga und stieg in die Bundesliga auf. Im September 2015 erhielt er die deutsche Staatsbürgerschaft. Sein Bundesliga-Debüt für Gießen gab Polas Bartolo am 4. Oktober 2015 gegen Ludwigsburg. Er spielte in insgesamt 33 Partien während seiner ersten Bundesliga-Saison mit Gießen und verbuchte dabei im Schnitt 9,9 Punkte und 3,9 Rebounds.
Im Mai 2016 vermeldete Gießens Bundesliga-Konkurrent, die Telekom Baskets Bonn, Polas Bartolos Verpflichtung. In der Saison 2017/18 wurde er in einer Wahl der Cheftrainer und Mannschaftskapitäne als bester Verteidiger der Bundesliga ausgezeichnet. 2018/19 erhielt er diese Auszeichnung erneut. Ende Mai 2020 gaben die Skyliners Frankfurt seine Verpflichtung für das Saisonschlussturnier der Bundesliga bekannt, das angesetzt wurde, um die aufgrund der COVID-19-Pandemie unterbrochene Saison zu Ende zu bringen.
Anfang August 2020 nahm ihn Bundesligist MHP Riesen Ludwigsburg unter Vertrag. In der Saison 2020/21 wurde er abermals als bester Bundesliga-Verteidiger ausgezeichnet. Polas Bartolo erlangte im Juli 2021 bei einem Sonderlehrgang für Spieler des Spitzenbereichs den B-Trainerschein des Deutschen Basketball Bunds. In der Saison 2021/22 errang er mit Ludwigsburg im europäischen Vereinswettbewerb Champions League die Bronzemedaille.